# Footloose (soundtrack)
Footloose: Original Soundtrack of the Paramount Motion Picture is de soundtrack van de film Footloose uit 1984. Het album werd op 27 januari 1984 uitgebracht door Columbia Records.
Het album bereikte de eerste plaats in de Amerikaanse Billboard 200-hitlijst op 21 april 1984, waar het bleef tot 23 juni 1984. De tracklist bevat zes Billboard Hot 100-hits, waarvan er drie de Top 10 bereikten, waaronder twee nummer één-hits, "Footloose" van Kenny Loggins en "Let's Hear It for the Boy" van Deniece Williams.
In 1998 werd het album opnieuw uitgebracht, met vier bonustracks aan het album toegevoegd, die allemaal in de film werden gebruikt.

## Tracklist
| Nr. | Titel                                                                 | Duur |
| --- | --------------------------------------------------------------------- | ---- |
| 1.  | Footloose (Kenny Loggins)                                             | 3:46 |
| 2.  | Let's Hear It for the Boy (Deniece Williams)                          | 4:20 |
| 3.  | Almost Paradise... Love Theme from Footloose (Mike Reno & Ann Wilson) | 3:50 |
| 4.  | Holding Out for a Hero (Bonnie Tyler)                                 | 5:50 |
| 5.  | Dancing in the Sheets (Shalamar)                                      | 4:03 |
| 6.  | I'm Free (Heaven Helps the Man) (Kenny Loggins)                       | 3:46 |
| 7.  | Somebody's Eyes (Karla Bonoff)                                        | 3:33 |
| 8.  | The Girl Gets Around (Sammy Hagar)                                    | 3:22 |
| 9.  | Never (Moving Pictures)                                               | 3:45 |

| Nr. | Titel                                                 | Duur |
| --- | ----------------------------------------------------- | ---- |
| 10. | Bang Your Head (Metal Health) (Quiet Riot)            | 5:17 |
| 11. | Hurts So Good (John Mellencamp)                       | 3:42 |
| 12. | Waiting for a Girl Like You (Foreigner)               | 4:50 |
| 13. | Dancing in the Sheets (Extended 12" Remix) (Shalamar) | 6:16 |